# Zimmern (Adelsgeschlecht)

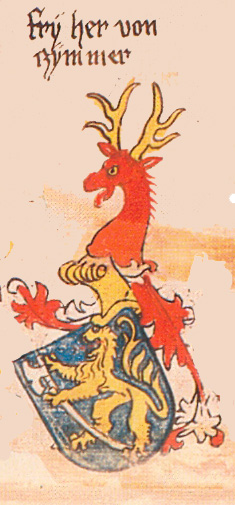
Wappen der Herren von Zimmern im Ingeram-Codex von 1459

Die Herren von Zimmern (ab 1538: Grafen von Zimmern) waren ein bedeutendes Adelsgeschlecht in Südwestdeutschland, das 1594 im Mannesstamm ausstarb. Ihre heutige Bekanntheit rührt von der Zimmerischen Chronik, die von Froben Christoph von Zimmern in der Mitte des 16. Jahrhunderts verfasst wurde.

## Geschichte

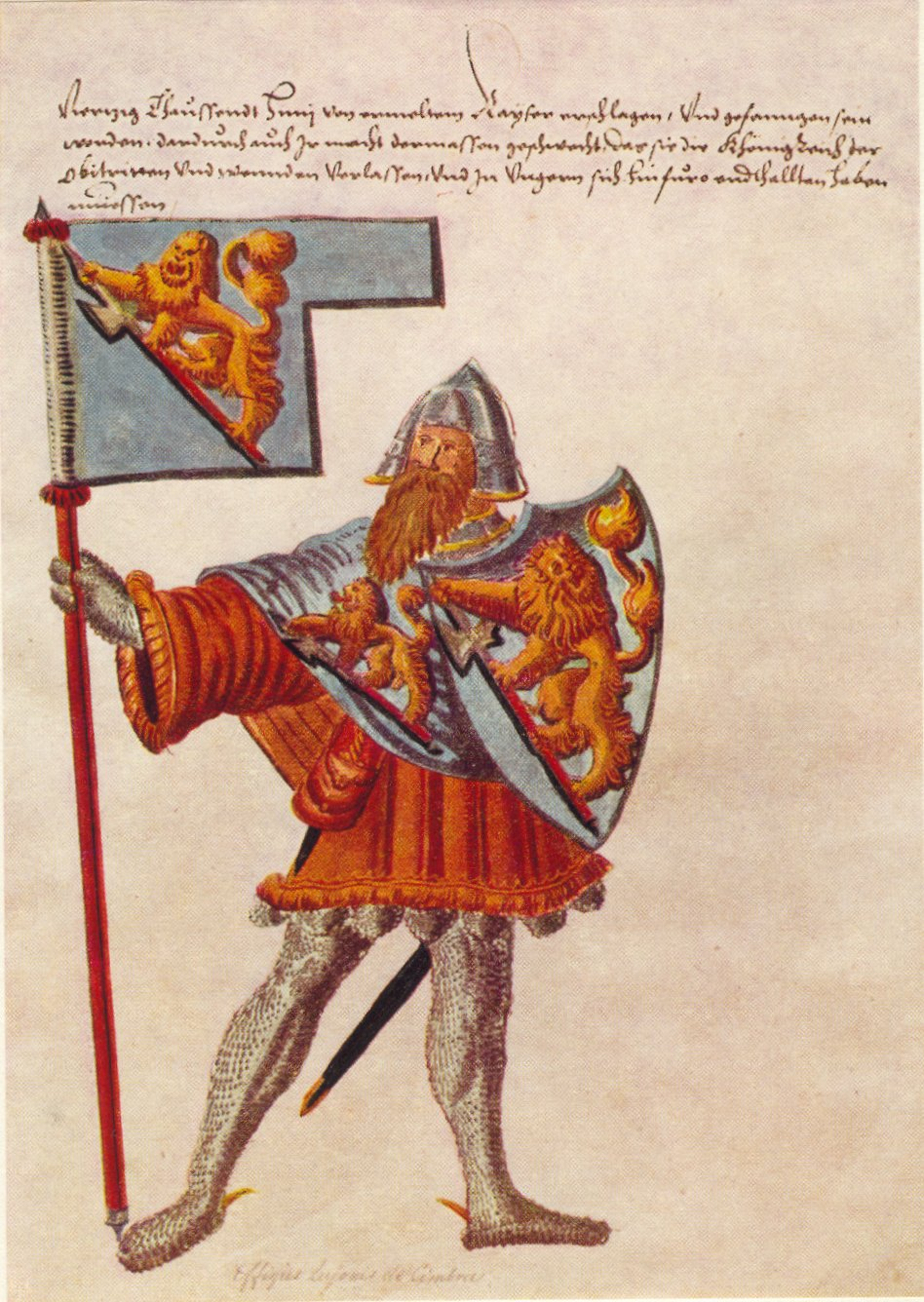
Lusso von Zimmern (Miniatur aus der Handschrift B der Zimmerischen Chronik). Die Zimmern verfolgen ihre Geschichte zurück bis auf die Cymbern und Teutonen und nennen Lusso von Zimmern als den ersten namentlich bekannten Ahnherren. Hierbei handelt es sich aber lediglich um eine Sagengestalt.

Das Geschlecht der Herren von Zimmern lässt sich seit dem Jahr 1080 nachweisen, obwohl sie, wie bei damaligen Adelsgeschlechtern üblich, ihren eigenen Ursprung in Zeiten lange vor der Reichsgründung, in diesem Fall auf die Kimbern zurückführen.
Das ursprüngliche Herrschaftsgebiet, die sogenannte Herrschaft vor Wald (d. i. der Schwarzwald) befand sich im Umfeld der Dörfer Seedorf und (Herren-)Zimmern im heutigen Landkreis Rottweil. Dort stehen auch heute noch die Reste der Stammburg Herrenzimmern.

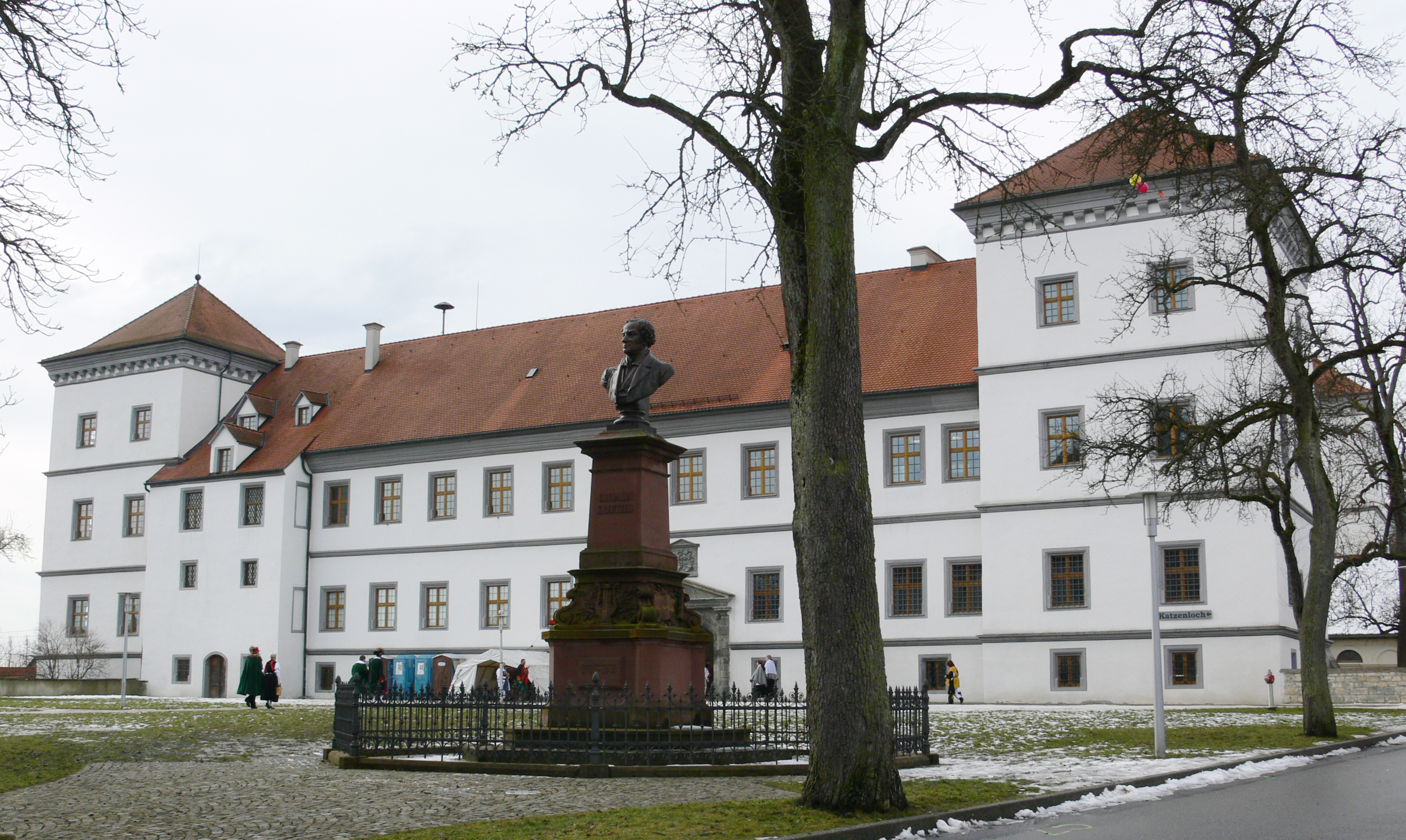
Das Zimmerische Schloss in Meßkirch: Eine Anlage aus dem 14. Jahrhundert wurde 1557 unter Graf Froben Christoph von Zimmern von Jörg Schwarzenberger zur ersten regelmäßigen vierflügeligen Schlossanlage nördlich der Alpen im Stil der Renaissance erweitert und umgebaut.

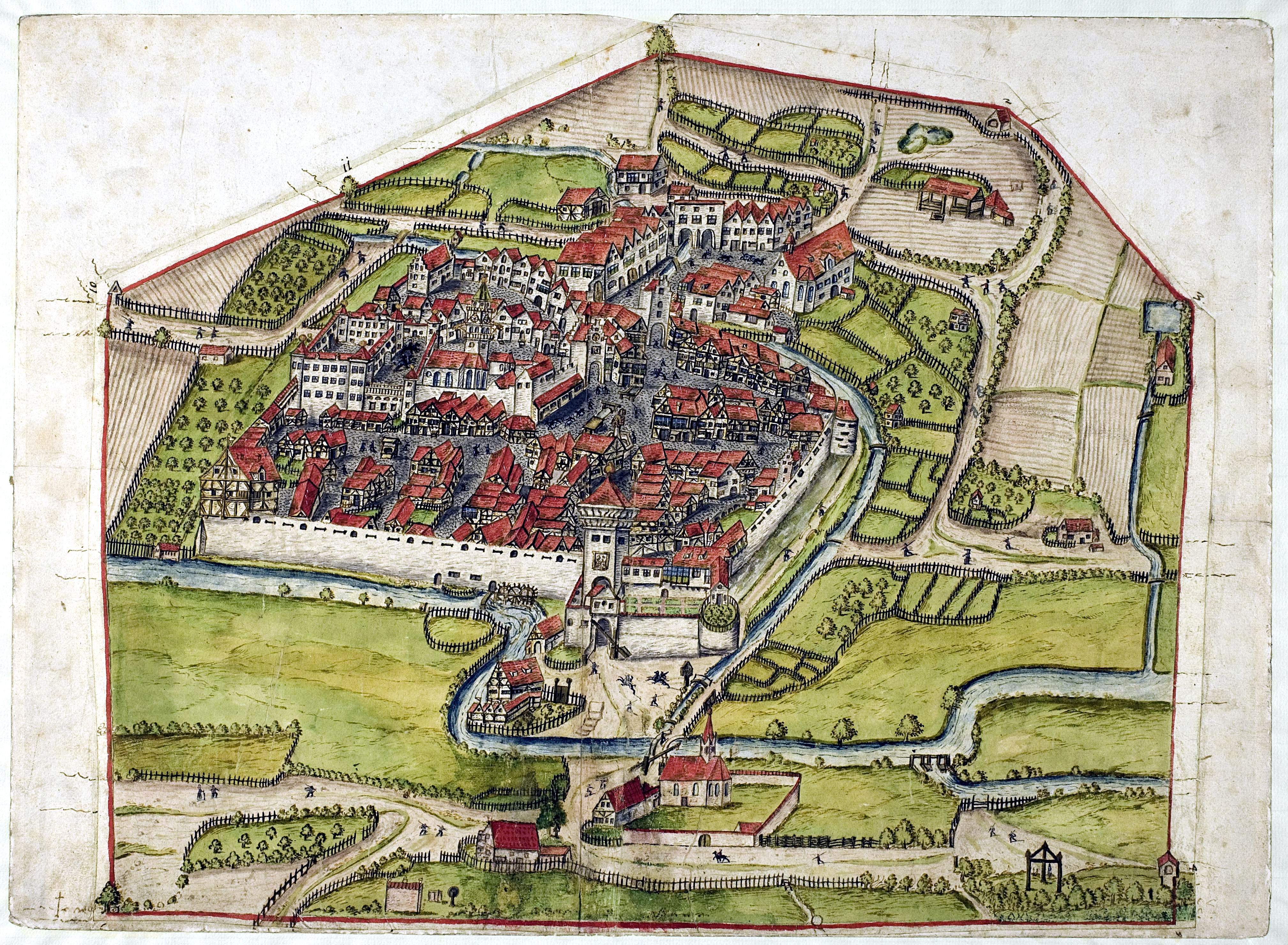
Meßkirch 1575, etwa 9 Jahre nach Froben Christophs Tod und dem Abschluss der Zimmerischen Chronik.

1319 heiratete Werner von Zimmern die Anna Truchsessin von Rohrdorf (einer Nebenlinie der Herren von Waldburg) und kam so in den Besitz der Herrschaft Meßkirch, was 1354 mit Kauf bestätigt wurde. In mehreren Schritten erwarben die Herren von Zimmern ab dem Jahr 1398, endgültig aber 1415 die unweit von Meßkirch gelegene Burg Wildenstein.
1462 gelangte die Stadt Oberndorf als habsburgisches Pfand an Zimmern.
1488 kam es zur Katastrophe für das Haus Zimmern. Durch die Eskalation der Werdenbergfehde wurde Johannes Werner der Ältere in Acht gestellt, der zimmerische Besitz, bis auf die von seinem Onkel Gottfried gehaltene Herrschaft vor Wald um Seedorf, kam in den Besitz der in Sigmaringen ansässigen Linie der Werdenberger.
Erst 1503 konnte der Sohn Johannes Werner des Älteren, Johannes Werner der Jüngere die Herrschaft endgültig zurückerobern.
Nach dem Tod des Onkels Gottfried am 10. Mai 1508 erfolgte dann die Erbteilung unter den drei Brüdern: Johannes Werner, Gottfried Werner und Wilhelm Werner.
- Wilhelm Werner, der jüngste, übte Erbverzicht mit folgenden Auflagen:

1. Sollten seine Brüder ohne Erben sterben, würde der Erbverzicht hinfällig.
2. Er behält seinen dritten Teil am Wildenstein.
3. Er erhält eine jährliche Rente von seinen Brüdern und diese verschaffen ihm eine Domherrenpfründe.

- Gottfried Werner erhält die Herrschaft vor Wald mit Oberndorf, sowie die Besitzungen in Hilzingen und in der Höri.
- Johannes Werner erhält die Herrschaft Meßkirch.
- Bezüglich des Wildensteins wurde vereinbart, dass die beiden ältesten Brüder die Verwaltung in alternierenden Jahren innehaben und in solchen Jahren die Erlöse aus den dazugehörigen Äckern und Wiesen ziehen sollten, aber auch für den Unterhalt aufzukommen hätten.
- Herrenzimmern, das zu diesem Zeitpunkt im Besitz des Heinrich von Zimmern ist, wurde ebenfalls nicht geteilt. Bei Heinrich von Zimmern handelte es sich um ihren Cousin, dem ursprünglich illegitimen Sohn Gottfrieds, der aber von Kaiser Maximilian I. für ehelich und adelig erklärt wurde.
- Die Schulden, die in der Zeit der Verbannung aufgelaufen waren, wurden ebenfalls geteilt. 335 Gulden bei Johannes Werner und 475 Gulden bei Gottfried Werner.
- Beide Brüder gaben sich noch das gegenseitige Vorkaufsrecht und Johannes Werner, als der älteste, verpflichtete sich, sich binnen Jahresfrist zu verheiraten.

Die Brüder tauschten in der Folgezeit noch mehrmals ihren Besitz untereinander. Gottfried Werner erwarb den alleinigen Besitz am Wildenstein und baute ihn in seiner heutigen Form aus.
Wilhelm Werner erwarb später Herrenzimmern und unterhielt dort nach seinem Rückzug vom Reichskammergericht eine umfangreiche Bibliothek und eine unter Zeitgenossen vielbeachtete Wunderkammer.
Johannes Werner zog sich ab 1527 auf den, noch von Gottfried Werner im Jahr 1516 erworbenen, Falkenstein zurück.

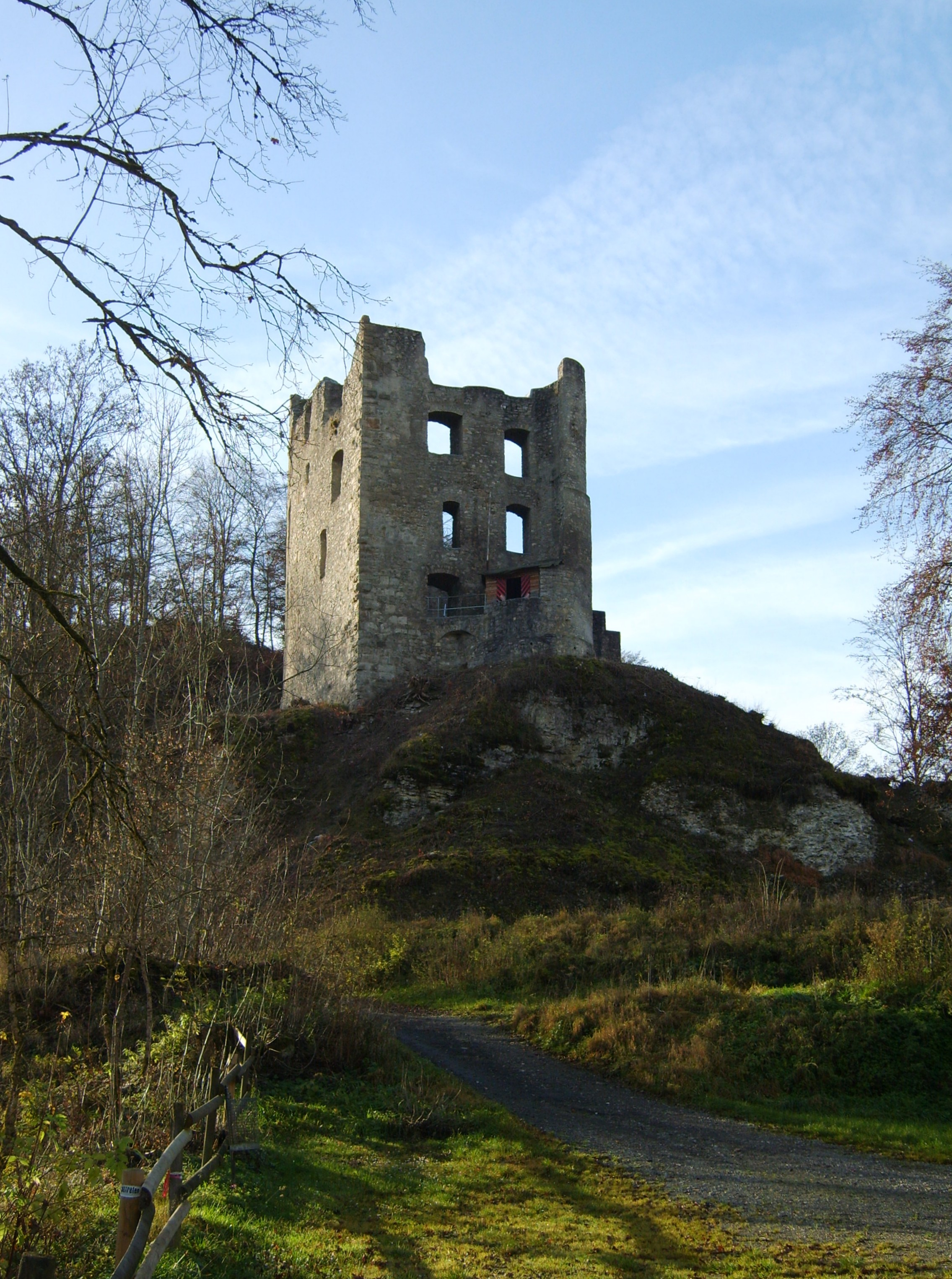
Die Ruine der Burg Herrenzimmern.

Auf dem Höhepunkt ihrer Macht wurden die Herren von Zimmern 1538, vor allem auf Betreiben des Wilhelm Werner von Zimmern, des Vorsitzenden Richters am Reichskammergericht, mit ihren drei Herrschaften Vor Wald (Sitz im Schloss Seedorf), Meßkirch mit der Burg Wildenstein und Herrenzimmern mit Oberndorf am Neckar in den Grafenstand erhoben.
Johannes Werners Sohn Froben Christoph von Zimmern verfasste die Zimmerische Chronik. Er hatte acht Töchter, jedoch nur einen Sohn, Wilhelm von Zimmern, der 1594 im Alter von 44 Jahren kinderlos starb. Damit erlosch die gräfliche Familie im Mannesstamm. Wilhelms Schwestern verteilten das Erbe unter sich und verkauften die meisten Besitztümer. Die Herrschaft vor Wald wurde größtenteils an die Stadt Rottweil verkauft. Oberndorf fiel an Habsburg zurück. Die Herrschaft Meßkirch mit der Burg Wildenstein wurde für 400.000 Gulden an die Grafen von Helfenstein-Gundelfingen verkauft und ging nach deren Absterben an das Haus Fürstenberg.

## Bekannte Familienmitglieder

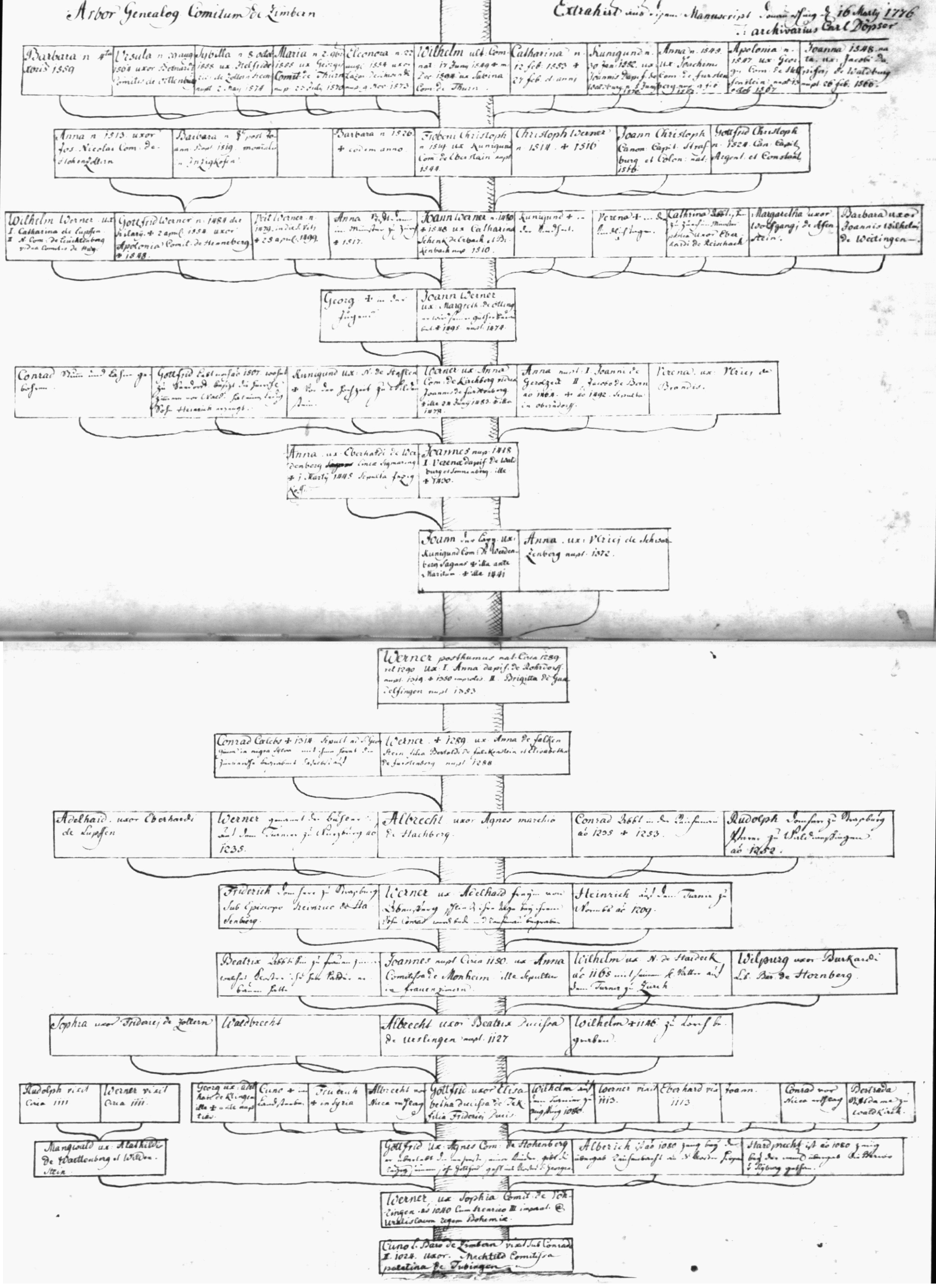
Stammbaum der Grafen von Zimmern, niedergeschrieben im Jahre 1776, unter Zuhilfenahme der Chronik, vom Fürstenbergischen Archivar Döpser. Niedergeschrieben auf dem Innenband der Handschrift B.

- Konrad von Zimmern (1234–1253?), Abt des Klosters Reichenau
- Katharina von Zimmern (1478–1547), letzte Äbtissin des Fraumünsterklosters in Zürich
- Veit Werner von Zimmern (1479–1499), Rückeroberer Oberndorfs
- Johannes Werner der Jüngere (1480–1548), Rückeroberer Meßkirchs, Vater Froben Christophs
- Gottfried Werner von Zimmern (1484–1554), Dichter, baut Burg Wildenstein zur Festung um
- Wilhelm Werner von Zimmern (1485–1575), Historiker und Vorsitzender Richter am Kaiserlichen Kammergericht in Speyer
- Heinrich von Zimmern (um 1500), begann den Umbau der Burg Herrenzimmern
- Johannes Christoph von Zimmern (* 1516), Domdekan in Straßburg
- Froben Christoph von Zimmern (1519–1566), Verfasser der Zimmerischen Chronik
- Gottfried Christoph von Zimmern (1524–1570), Domherr in Konstanz
- Wilhelm von Zimmern (1549–1594), „Ultimus“, letzter der Grafen von Zimmern
- Eleonora von Zimmern (1554–1606), ⚭ 1. Lazarus von Schwendi, 2. Johannes von Limpurg, Stifterin der Schlosskirche Schmiedelfeld[1]

## Stammlinie der Herren und Grafen von Zimmern

### Stammlinie bis zu Johannes dem Jüngeren
Die Daten vor Albrecht †1288 wurden ermittelt mit WW-Person.
1. Wilhelm († um 1041)
  1. Mangold († um 1085/88)
    1. Rudolf († um 1111)
    2. Werner († um 1111)

  2. Alberich († um 1085/88)
  3. Gottfried († um 1090/92)
    1. Georg († 1092)
    2. Kuno († 1092)
    3. Friedrich († 1103)
    4. Albrecht († 1096)
    5. Gottfried II. († um 1100/1111)
      1. Albrecht II. († 1170)
        1. Johann († um 1175/79)
          1. Wilhelm Werner I. († um 1220), ⚭ Adelheid
            1. Werner III. († 1267)
            2. Albrecht († 1288), ⚭ Markgräfin von Hochberg
              1. Werner († 1289), ⚭ Anna von Falkenstein (am Schw.)
                1. Werner der Ältere (* 1289; † 1384), ⚭ I) Anna Truchsessin von Rohrdorf († 1350); ⚭ II) Brigitte von Gundelfingen
                  1. Johannes der Ältere, der Lapp (* 1354; † 1441), ⚭ Kunigunde von Werdenberg-Sargans († 1434)
                    1. Johannes der Jüngere (* um 1396; † 1430), ⚭ Verena von Sonnenberg, ––Nachkommen siehe nächster Abschnitt
                    2. Anna (* um 1400; † 1. März 1445), ⚭ Eberhard von Werdenberg-Sigmaringen

                  2. Anna, ⚭ Huldreich von Schwarzenberg

              2. Konrad († 1314)
              3. Adelheid († nach 1293), ⚭ Eberhard von Lupfen und von Stühlingen

            3. Konrad († 23. Juli 1255), Abt von Reichenau
            4. Rudolf († nach 1265)

          2. Eberhard († nach 1224)

        2. Wilhelm IV. († um 1160)

      2. Wilhelm III. († 1146)

    6. Wilhelm II. († um 1080)
    7. Werner I. († um 1120/1124)
    8. Eberhard († um 1120/1124)

  4. Hartwig († um 1085/88)

### Stammlinie ab Johannes dem Jüngeren
1. Johannes der Jüngere (* um 1396; † 1430), ⚭ * Verena von Sonnenberg (* um 1400; † 1443),
  1. Konrad (stirbt jung)
  2. Werner der Jüngere (* um 1423; † 1483), ⚭ Anna von Kirchberg († 1478)
    1. Jörg (stirbt jung)
    2. Johannes Werner der Ältere (* 1454; † 1495), ⚭ Margaretha von Öttingen († 1528)
      1. Veit Werner (* 1479; † 1499)
      2. Johannes Werner der Jüngere (* 1480; † 1548), ⚭ Katharina von Erbach († 1549)
        1. Christoph Werner (* 1514; † 1517)
        2. Johannes Christoph (* 1516), Domdekan in Straßburg
        3. Froben Christoph (* 1519; † 1566), ⚭ Kunigunde von Eberstein
          1. Anna (* 1545), ⚭ Joachim von Fürstenberg
          2. Apollonia (* 1547; † 1604), ⚭ Georg von Helfenstein
            1. Georg, Freiherr zu Gundelfingen, Herr zu Wildenstein und Meßkirch
            2. Froben, Freiherr zu Gundelfingen, Herr zu Wildenstein und Meßkirch
              1. Johanna Eleonora, ⚭ Graf Wratislaus I. von Fürstenberg (Besitzung Meßkirch und Wildenstein wird fürstenbergisch)

          3. Johanna (1548–1613), ⚭ Jacob von Truchsess von Waldburg-Zeil
          4. Wilhelm (* 1549; † 1594), ⚭ Sabine von Thurn
          5. Kunigunde (1552–1602), ⚭ I) Johannes Truchsess von Waldburg-Zeil-Waldsee; ⚭ II) Bertold von Königsegg
          6. Eleonora (* 1554; † 1606), ⚭ I) Lazarus von Schwendi; ⚭ II) Johann von Limburg
          7. Maria (* 1555), ⚭ I) Georg von Thurn; ⚭ II) Kaspar von Lanthern
          8. Sybilla (* 1558), ⚭ Eitel Friedrich IV von Hohenzollern-Hechingen
          9. Ursula (* 1564), ⚭ Bernhard von Ortenburg

        4. Gottfried Christoph (* 1524; † 1570), Domherr in Konstanz

      3. Gottfried Werner (* 1484; † 1554), ⚭ Apollonia von Henneberg († 1548)
        1. Anna, ⚭ Jobst Nikolaus II.von Zollern
        2. Barbara, Nonne

      4. Wilhelm Werner (* 1485; † 1575), ⚭ I) Katharina von Lupfen († 1521); ⚭ II) Amalia von Leuchtenberg († 1538), Witwe Leonhards von Haag
      5. Anna
      6. Verena († jung)
      7. Kunigunde († jung)
      8. Katharina (* 1478; † 1547), 1494–1524 Äbtissin in Zürich, ⚭ 1525 Eberhard von Reischach († 1531)
      9. Margaret (* 1481), ⚭ Wolf von Assenstein
      10. Barbara, ⚭ Hans Wilhelm von Weitingen

    3. Hans Schilling (illegitim), Anwalt der Zimmern in der Werdenbergfehde

  3. Gottfried (* 1425; † 1508)
    1. Heinrich von Zimmern (1500 für legitim erklärt u. geadelt), ⚭ I) Edle von Hegelbach; ⚭ II) Edle von Weitingen
      1. Jacob Zimmerer, ⚭ Anna (illegitime Tochter von Eitelfriedrich von Zollern)

  4. Kunigunde († jung)
  5. Verena, ⚭ Ulrich von Brandis
  6. Anna († 1492), ⚭ I) Johannes von Geroldseck; ⚭ II) Jakob von Bern